# Langa (Espanha)
Langa é um município da Espanha na província de Ávila, comunidade autónoma de Castela e Leão, de área km² com população de 549 habitantes (2007) e densidade populacional de 22,89 hab/km².

## Demografia
| Variação demográfica do município entre 1991 e 2004 | Variação demográfica do município entre 1991 e 2004 | Variação demográfica do município entre 1991 e 2004 | Variação demográfica do município entre 1991 e 2004 |
| --------------------------------------------------- | --------------------------------------------------- | --------------------------------------------------- | --------------------------------------------------- |
| 1991                                                | 1996                                                | 2001                                                | 2004                                                |
| 630                                                 | 608                                                 | 581                                                 | 561                                                 |